# Publius Valerius Potitus Poplicola
Publius Valerius Potitus Poplicola war ein römischer Politiker und Feldherr in der Frühzeit der Römischen Republik.

## Familie und Herkunft
Publius Valerius Potitus Poplicola entstammte der gens Valeria, die als eine der ältesten und bis in die späte Kaiserzeit zu den einflussreichsten Patrizierfamilien Roms zählte. Sie gehörte neben den Aemiliern, Claudiern, Corneliern und den Fabiern zu den fünf sogenannten gentes maiores, die während der ganzen Römischen Republik und auch noch in der frühen Kaiserzeit eine dominierende Rolle spielten. Sowohl sein Vater als auch sein Großvater hatten den Namen Lucius Valerius.

## Leben
Publius Valerius Potitus Poplicola war in einer Zeit der höchsten Bedrohung Roms durch die Etrusker und die Gallier zu Beginn des 4. Jahrhunderts v. Chr. insgesamt sechs Mal Konsulartribun (tribunus militum consulari potestate), ein Amt, das in Notzeiten an Stelle der Konsuln als höchste staatliche Instanz besetzt wurde. Zum ersten Mal wurde er im Jahre 386 in dieses Amt gewählt, in dem er mit seinem berühmteren Kollegen Marcus Furius Camillus, dem Eroberer der etruskischen Stadt Veji, die Stadt Antium besiegte. Zum zweiten Mal wurde er 384 v. Chr., zum dritten Mal im Jahre 380 Konsulartribun. In seinem vierten Konsulartribunat 377 v. Chr. war Lucius Aemilius Mamertinus einer seiner Kollegen. Mit ihm besiegte er die Aequer und Volsker bei Satricum. Zum fünften und sechsten Mal wurde er schließlich für die Jahre 370 und 367 v. Chr. in das Amt des Konsulartribunen gewählt.